# 西沢ノ頭 (東丹沢)
西沢ノ頭（にしざわの あたま）は、丹沢山地東部の大山北尾根にある標高1,094m の山である。大山より約2.5km 北に位置する。

## 登山道
神奈川県道70号秦野清川線の札掛付近（地獄沢橋）から登山道があるが、迷いやすい所があるので注意が必要である。

## 周辺の山
- ミズヒノ頭（約1,050m）
- 大山（1,252m）
- 大山三峰山（935m）